# Bomolochus xenomelanirisi
Bomolochus xenomelanirisi is een eenoogkreeftjessoort uit de familie van de Bomolochidae. De wetenschappelijke naam van de soort is voor het eerst geldig gepubliceerd in 1955 door Carvalho.